# Volta a Cataluña 2012
La 92.ª edición de la Volta a Cataluña se disputó entre el 19 y el 25 de marzo de 2012; estuvo dividida en siete etapas por un total de 1143,2 km (en principio fueron 1199,1 km pero la 3.ª etapa se redujo por inclemencias meteorológicas (lluvia y nieve).
La prueba se integró en el UCI WorldTour de ese año.
El ganador final fue Michael Albasini tras hacerse con la primera etapa consiguiendo una ventaja suficiente como para alzarse con la victoria, con lo que además fue líder de principio a fin. Le acompañaron en el podio Samuel Sánchez (vencedor de una etapa) y Jurgen Van den Broeck, respectivamente.
En las otras clasificaciones secundarias se impusieron Chris Anker Sørensen (montaña), Tomasz Marczynski (sprints), Garmin-Barracuda (equipos) y Alberto Losada (catalanes).

## Equipos participantes
Tomaron parte en la carrera 23 equipos: los 18 de categoría UCI ProTour (al ser obligada su participación); más 5 de categoría Profesional Continental mediante invitación de la organización (Caja Rural, Andalucía, Cofidis, le Crédit en Ligne, Saur-Sojasun y Project 1t4i). Formando así un pelotón de 179 ciclistas aunque finalmente fueron 178 tras la baja de última hora de Brian Bulgaç (Lotto Belisol), con 8 corredores cada equipo (excepto el mencionado Lotto Belisol, el BMC Racing, Lampre-ISD y Project 1t4i que salió con 7 y el Sky que salió con 6), de los que acabaron 123. Los equipos participantes fueron:
| Equipo                           | Cód. UCI | Categoría               | Jefe de filas         |
| -------------------------------- | -------- | ----------------------- | --------------------- |
| Ag2r La Mondiale                 | ALM      | UCI ProTour             | Nicolas Roche         |
| Astana Pro Team                  | AST      | UCI ProTour             | Janez Brajkovič       |
| BMC Racing                       | BMC      | UCI ProTour             | Tejay van Garderen    |
| Euskaltel-Euskadi                | EUS      | UCI ProTour             | Samuel Sánchez        |
| FDJ-Big Mat                      | FDJ      | UCI ProTour             | Sandy Casar           |
| Garmin-Barracuda                 | GRM      | UCI ProTour             | Daniel Martin         |
| GreenEDGE Cycling Team           | GEC      | UCI ProTour             | Allan Davis           |
| Katusha Team                     | KAT      | UCI ProTour             | Denis Menchov         |
| Lampre-ISD                       | LAM      | UCI ProTour             | Damiano Cunego        |
| Liquigas-Cannondale              | LIQ      | UCI ProTour             | Ivan Basso            |
| Lotto Belisol Team               | LTB      | UCI ProTour             | Jurgen Van den Broeck |
| Movistar Team                    | MOV      | UCI ProTour             | Alejandro Valverde    |
| Omega Pharma-QuickStep           | OPQ      | UCI ProTour             | Levi Leipheimer       |
| Rabobank Cycling Team            | RAB      | UCI ProTour             | Robert Gesink         |
| RadioShack-Nissan                | RNT      | UCI ProTour             | Andy Schleck          |
| Sky Procycling                   | SKY      | UCI ProTour             | Rigoberto Urán        |
| Team Saxo Bank                   | SAX      | UCI ProTour             | Daniel Navarro        |
| Vacansoleil-DCM Pro Cycling Team | VCD      | UCI ProTour             | Matteo Carrara        |
| Andalucía                        | ACG      | Profesional Continental | Gustavo César Veloso  |
| Caja Rural                       | CJR      | Profesional Continental | David de la Fuente    |
| Cofidis, le Crédit en Ligne      | COF      | Profesional Continental | David Moncoutié       |
| Project 1t4i                     | PRO      | Profesional Continental | Roger Kluge           |
| Saur Sojasun                     | SAU      | Profesional Continental | Brice Feillu          |

## Etapas

### Etapa 1.Calella-Calella. 19 de marzo de 2012. 138,9 km

#### Clasificaciones
|   | Ciclista          | Equipo                      | Tiempo     |
| - | ----------------- | --------------------------- | ---------- |
| 1 | Michael Albasini  | GreenEDGE                   | 3h 20' 04" |
| 2 | Anthony Delaplace | Saur-Sojasun                | + 42"      |
| 3 | Nicolas Edet      | Cofidis, le Crédit en Ligne | + 1'14"    |
| 4 | Kenny Van Hummel  | Vacansoleil-DCM             | + 1'32"    |
| 5 | Ben Gastauer      | Ag2r La Mondiale            | m.t.       |

|   | Ciclista          | Equipo                      | Tiempo     |
| - | ----------------- | --------------------------- | ---------- |
| 1 | Michael Albasini  | GreenEDGE                   | 3h 20' 04" |
| 2 | Anthony Delaplace | Saur-Sojasun                | + 42"      |
| 3 | Nicolas Edet      | Cofidis, le Crédit en Ligne | + 1'14"    |
| 4 | Kenny Van Hummel  | Vacansoleil-DCM             | + 1'32"    |
| 5 | Ben Gastauer      | Ag2r La Mondiale            | m.t.       |

### Etapa 2.Gerona-Gerona. 20 de marzo de 2012. 161 km

#### Clasificaciones
|   | Ciclista         | Equipo                 | Tiempo     |
| - | ---------------- | ---------------------- | ---------- |
| 1 | Michael Albasini | GreenEDGE              | 3h 52' 07" |
| 2 | Dario Cataldo    | Omega Pharma-QuickStep | m.t.       |
| 3 | Rigoberto Urán   | Sky                    | m.t.       |
| 4 | Damiano Cunego   | Lampre-ISD             | m.t.       |
| 5 | Ryder Hesjedal   | Garmin-Barracuda       | m.t.       |

|   | Ciclista          | Equipo           | Tiempo     |
| - | ----------------- | ---------------- | ---------- |
| 1 | Michael Albasini  | GreenEDGE        | 7h 12' 11" |
| 2 | Ryder Hesjedal    | Garmin-Barracuda | + 1' 32"   |
| 3 | Mikaël Cherel     | Ag2r La Mondiale | m.t.       |
| 4 | Steve Morabito    | BMC Racing       | m.t.       |
| 5 | Arnold Jeannesson | FDJ-Big Mat      | m.t.       |

### Etapa 3.La Vall d'en Bas(Sant Esteve d'en Bas)-Canturri. 21 de marzo de 2012. 155 km[6]

#### Clasificaciones
|   | Ciclista         | Equipo                 | Tiempo     |
| - | ---------------- | ---------------------- | ---------- |
| 1 | Janez Brajkovič  | Astana                 | 0h 00' 01" |
| 2 | Michał Gołaś     | Omega Pharma-QuickStep | m.t.       |
| 3 | Mikaël Cherel    | Ag2r La Mondiale       | m.t.       |
| 4 | Matteo Carrara   | Vacansoleil-DCM        | m.t.       |
| 5 | Thomas Rohregger | RadioShack-Nissan      | m.t.       |

|   | Ciclista          | Equipo           | Tiempo     |
| - | ----------------- | ---------------- | ---------- |
| 1 | Michael Albasini  | GreenEDGE        | 7h 12' 12" |
| 2 | Ryder Hesjedal    | Garmin-Barracuda | + 1' 32"   |
| 3 | Mikaël Cherel     | Ag2r La Mondiale | m.t.       |
| 4 | Steve Morabito    | BMC Racing       | m.t.       |
| 5 | Arnold Jeannesson | FDJ-Big Mat      | m.t.       |

1. ↑  Debido a las inclemencias meteorológicas (lluvia y nieve) y al poco tiempo que hubo para organizar una meta alternativa se decidió dar a todos los corredores el mismo tiempo, otorgándole la victoria a Janez Brajkovič, primero en pasar por la improvisada nueva línea de meta.

### Etapa 4.Tremp-Ascó. 22 de marzo de 2012. 199 km

#### Clasificaciones
|   | Ciclista              | Equipo                      | Tiempo     |
| - | --------------------- | --------------------------- | ---------- |
| 1 | Rigoberto Urán        | Sky                         | 5h 13' 12" |
| 2 | Denis Menchov         | Katusha                     | m.t.       |
| 3 | Sylwester Szmyd       | Liquigas-Cannondale         | m.t.       |
| 4 | David Moncoutié       | Cofidis, le Crédit en Ligne | m.t.       |
| 5 | Jurgen Van den Broeck | Lotto Belisol               | m.t.       |

|   | Ciclista              | Equipo            | Tiempo      |
| - | --------------------- | ----------------- | ----------- |
| 1 | Michael Albasini      | GreenEDGE         | 12h 25' 24" |
| 2 | Steve Morabito        | BMC Racing        | + 1:32      |
| 3 | Jurgen Van den Broeck | Lotto Belisol     | + m.t.      |
| 4 | Daniel Martin         | Garmin-Barracuda  | + m.t.      |
| 5 | Samuel Sánchez        | Euskaltel-Euskadi | +m.t.       |

### Etapa 5.Ascó-Manresa. 23 de marzo de 2012. 200,1 km

#### Clasificaciones
|   | Ciclista        | Equipo                 | Tiempo     |
| - | --------------- | ---------------------- | ---------- |
| 1 | Julien Simon    | Saur-Sojasun           | 4h 58' 27" |
| 2 | Rigoberto Urán  | Sky                    | + m.t.     |
| 3 | Sylwester Szmyd | Liquigas-Cannondale    | + m.t.     |
| 4 | Samuel Sánchez  | Euskaltel-Euskadi      | + m.t.     |
| 5 | Dario Cataldo   | Omega Pharma-QuickStep | + m.t.     |

|   | Ciclista              | Equipo            | Tiempo      |
| - | --------------------- | ----------------- | ----------- |
| 1 | Michael Albasini      | GreenEDGE         | 17h 23' 51" |
| 2 | Jurgen Van den Broeck | Lotto Belisol     | + 1' 32     |
| 3 | Daniel Martin         | Garmin-Barracuda  | + m.t.      |
| 4 | Samuel Sánchez        | Euskaltel-Euskadi | + m.t.      |
| 5 | Rigoberto Urán        | Sky               | + m.t.      |

### Etapa 6.San Fructuoso de Bages-Badalona. 24 de marzo de 2012. 169,4 km

#### Clasificaciones
|   | Ciclista        | Equipo            | Tiempo     |
| - | --------------- | ----------------- | ---------- |
| 1 | Samuel Sánchez  | Euskaltel-Euskadi | 4h 04' 40" |
| 2 | Allan Davis     | GreenEDGE         | + 2"       |
| 3 | Julien Simon    | Saur-Sojasun      | + m.t.     |
| 4 | Juan José Haedo | Saxo Bank Sungard | + m.t.     |
| 5 | Damiano Cunego  | Lampre-ISD        | + m.t.     |

|   | Ciclista              | Equipo            | Tiempo      |
| - | --------------------- | ----------------- | ----------- |
| 1 | Michael Albasini      | GreenEDGE         | 21h 28' 43" |
| 2 | Samuel Sánchez        | Euskaltel-Euskadi | + 1' 30"    |
| 3 | Jurgen Van den Broeck | Lotto Belisol     | + 1' 32"    |
| 4 | Daniel Martin         | Garmin-Barracuda  | + m.t.      |
| 5 | Rigoberto Urán        | Sky               | + m.t.      |

### Etapa 7.Badalona-Barcelona(Sarrià). 25 de marzo de 2012. 119,8 km

#### Clasificaciones
|   | Ciclista           | Equipo       | Tiempo    |
| - | ------------------ | ------------ | --------- |
| 1 | Julien Simon       | Saur-Sojasun | 2h 47' 2" |
| 2 | Francesco Gavazzi  | Astana       | m.t.      |
| 3 | Damiano Cunego     | Lampre-ISD   | m.t.      |
| 4 | Rigoberto Urán     | Sky          | m.t.      |
| 5 | Robert Kiserlovski | Astana       | m.t.      |

|   | Ciclista              | Equipo             | Tiempo      |
| - | --------------------- | ------------------ | ----------- |
| 1 | Michael Albasini      | GreenEDGE          | 24h 15' 45" |
| 2 | Samuel Sánchez        | Euskaltel-Euskadi  | + 1' 30"    |
| 3 | Jurgen Van den Broeck | Lotto Belisol Team | + 1' 32"    |
| 4 | Dan Martin            | Garmin-Barracuda   | + m.t.      |
| 5 | Rigoberto Urán        | Sky                | + m.t.      |

## Clasificaciones finales

### Clasificación general
| Posición | Ciclista              | Equipo                 | Puntos      |
| -------- | --------------------- | ---------------------- | ----------- |
|          | Michael Albasini      | GreenEDGE              | 24h 15' 45" |
| 2        | Samuel Sánchez        | Euskaltel-Euskadi      | + 1' 30"    |
| 3        | Jurgen Van den Broeck | Lotto Belisol Team     | + 1' 32"    |
| 4        | Daniel Martin         | Garmin-Barracuda       | + m.t.      |
| 5        | Rigoberto Urán        | Sky                    | + m.t.      |
| 6        | Damiano Cunego        | Lampre-ISD             | + m.t.      |
| 7        | Robert Kiserlovski    | Astana                 | + m.t.      |
| 8        | Matteo Carrara        | Vacansoleil-DCM        | + m.t.      |
| 9        | Dario Cataldo         | Omega Pharma-QuickStep | + m.t.      |
| 10       | Sergio Pardilla       | Movistar Team          | + m.t.      |

### Clasificación de la montaña
| Posición | Ciclista             | Equipo           | Puntos  |
| -------- | -------------------- | ---------------- | ------- |
|          | Chris Anker Sørensen | Saxo Bank        | 67 pts. |
| 2        | Tom Danielson        | Garmin-Barracuda | 28 pts. |
| 3        | Michael Albasini     | GreenEDGE        | 25 pts. |

### Clasificación de los sprints
| Posición | Ciclista                | Equipo                      | Puntos |
| -------- | ----------------------- | --------------------------- | ------ |
|          | Tomasz Marczynski       | Vacansoleil-DCM             | 10     |
| 2        | Julián Sánchez Pimienta | Caja Rural                  | 6      |
| 3        | Romain Zingle           | Cofidis, le Crédit en Ligne | 4      |

### Clasificación por equipos
| Posición | Equipo           | Tiempo      |
| -------- | ---------------- | ----------- |
|          | Garmin-Barracuda | 72h 51' 51" |
| 2        | Katusha Team     | + 2' 19"    |
| 3        | Saur Sojasun     | + 3' 55"    |

### Catalanes
| Posición | Ciclista         | Equipo     | Puntos      |
| -------- | ---------------- | ---------- | ----------- |
|          | Alberto Losada   | Katusha    | 24h 18' 01" |
| 2        | David de la Cruz | Caja Rural | + 17' 15"   |
| 3        | Jordi Simón      | Andalucía  | + 31' 24"   |

## Evolución de las clasificaciones
| Etapa (Vencedor)            | Clasificación general | Clasificación de la montaña | Clasificación de los sprints | Clasificación por equipos | Clasificación de los catalanes |
| --------------------------- | --------------------- | --------------------------- | ---------------------------- | ------------------------- | ------------------------------ |
| 1ª etapa (Michael Albasini) | Michael Albasini      | Michael Albasini            | Anthony Delaplace            | GreenEDGE                 | Jordi Simón                    |
| 2ª etapa (Michael Albasini) | Michael Albasini      | Michael Albasini            | Anthony Delaplace            | Garmin-Barracuda          | Alberto Losada                 |
| 3ª etapa (Janez Brajkovič)  | Michael Albasini      | Chris Anker Sørensen        | Michael Albasini             | Garmin-Barracuda          | Alberto Losada                 |
| 4ª etapa (Rigoberto Urán)   | Michael Albasini      | Chris Anker Sørensen        | Julián Sánchez Pimienta      | Garmin-Barracuda          | Alberto Losada                 |
| 5ª etapa (Julien Simon)     | Michael Albasini      | Chris Anker Sørensen        | Tomasz Marczynski            | Garmin-Barracuda          | Alberto Losada                 |
| 6ª etapa (Samuel Sánchez)   | Michael Albasini      | Chris Anker Sørensen        | Tomasz Marczynski            | Garmin-Barracuda          | Alberto Losada                 |
| 7ª etapa (Julien Simon)     | Michael Albasini      | Chris Anker Sørensen        | Tomasz Marczynski            | Garmin-Barracuda          | Alberto Losada                 |
| Final                       | Michael Albasini      | Chris Anker Sørensen        | Tomasz Marczynski            | Garmin-Barracuda          | Alberto Losada                 |